# 馬里亞諾·羅克·阿隆索

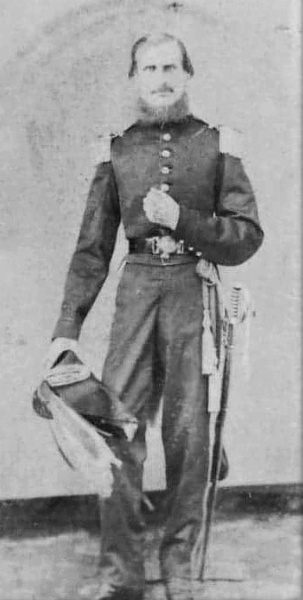
馬里亞諾·羅克·阿隆索

馬里亞諾·羅克·阿隆索·羅梅羅（西班牙語：Mariano Roque Alonso Romero，1792年8月16日—1853年8月7日）是一名巴拉圭軍事人物，於1841年2月9日至1841年3月14日擔任巴拉圭臨時軍政府總統。1841年3月14日，他與卡洛斯·安东尼奥·洛佩斯成立了聯合政府，兩人都自稱為「共和國領事」。這樣的安排持續了三年之後，1844年3月13日，羅克·阿隆索辭職，洛佩斯成為該國唯一的統治者。